# Ectropis duplex
Ectropis duplex är en fjärilsart som beskrevs av Moore sensu Hampson 1895. Ectropis duplex ingår i släktet Ectropis och familjen mätare. Inga underarter finns listade i Catalogue of Life.